# گمینا اولشنگتسا (استان سلیزیا سفلی)
گمینا اولشنگتسا (استان سیلزی سفلی) (به لهستانی:  Gmina Oleśnica) یک گمینا در لهستان است که در شهرستان اولشنگتسا واقع شده‌است. گمینا اولشنگتسا ۲۴۳٫۴۴ کیلومتر مربع مساحت و ۱۱٬۳۷۲ نفر جمعیت دارد.